# Eulalia mollis
Eulalia mollis là một loài thực vật có hoa trong họ Hòa thảo. Loài này được (Griseb.) Kuntze mô tả khoa học đầu tiên năm 1891.